# Fișă cu date de securitate

Simbolul utilizat pentru substanțe inflamabile, care se află în conformitate cu directiva europeană 67/548/EWG.

O fișă cu date de securitate (FDS) (în engleză Safety data sheet, SDS) este un document ce indică particularitățile și proprietățile unei anumite substanțe chimice. Principalul scop al acestei fișe este de a asigura o manipulare cât mai sigură a substanței prin informare, protejând astfel utilizatorul de produse chimice de potențiale pericole.
Această fișă conține instrucțiuni detaliate pentru manipularea substanței și are ca scop reducerea riscurilor profesionale și ambientale. Este astfel concepută pentru a indica procedurile necesare pentru manipularea sigură a produselor chimice. 
Acestă fișă este utilizată pe scară largă pentru catalogarea informațiilor despre substanțele chimice. Trebuie să le putem găsi oriunde este folosită o substanță. În Europa, acestea trebuie distribuite de producătorul sau distribuitorul produsului clientului și în limba acestuia din urmă.

## Conținut
Conține informații fizice (punct de topire, punct de fierbere, etc), toxicologice, chimice (reactivitate), de depozitare, protecția necesară și în plus toate informațiile necesare pentru a se menține o stare de securitate în timpul manipulării substanței. Formatul în care este realizată fișa poate diferi în funcție de producători și de legislația în conformitate cu țările respective.

## Destinatari
Acest tip de fișe sunt destinate nu publicului larg, ci profesioniștilor responsabili cu utilizarea produsului în cursul activității sale, pentru ai avertiza împotriva riscurilor suportate. De exemplu, FDS-ul unei soluții de curățare este puțin util pentru o persoană care o folosește o dată pe an, dar este destul de utilă pentru o persoană care o folosește pe parcursul întregului an 40 de ore pe săptămână într-un spațiu închis.

## Responsabilități
Chiar dacă furnizorul trebuie să dea sistematic FDS atunci când vinde un produs, de cele mai multe ori clientul îl solicită. Din punct de vedere juridic, dacă există o problemă cu un produs și utilizatorul nu are FDS, ambii sunt considerați responsabili. Unul pentru că nu i-a dat, celălalt pentru că nu a cerut-o.
Este important să actualizați fișele cu date de securitate (cea mai recentă versiune).
Un FDS ar trebui păstrat timp de cel puțin 10 ani, deoarece o boală profesională durează în medie 10 ani pentru a fi declarată.